# روحي الخطيب
روحي الخطيب الكناني (1914 -1994) أمين القدس الشريف.

## ولادته ونشأته
ولد في القدس سنة 1914 لأسرة آل الخطيب من بني جماعة من قبيلة كنانة العدنانية وأنهى دراسته في المدرسة الرشيدية، والتحق بالكلية الإنكليزية وأمضى فيها ثلاث سنوات، وحصل على شهادة امتحان أكسفورد، وكامبردج عام 1929، وعُيِّن معلماً في دار الأيتام الإسلامية بالقدس وفي سنة 1931 عين موظفاً في دائرة الهجرة والسفر، وفي عام 1943 نقل إلى دائرة شؤون العمل، ثم عُيِّن رئيساً لديوان المكتب العربي في القدس، وظل في هذا العمل حتى عام 1949 حينما تفرغ للعمل الاقتصادي والعمراني في مدينة القدس، فأسس مع بعض أصدقائه (شركة الفنادق العربية).

## رئيسا لبلدية القدس
وفي عام 1957 عُيِّن رئيساً لبلدية القدس، فتطورت القدس بعهده تطوراً ملحوظاً في جميع المرافق كان من أبرزها:
- صيانة شبكة المجاري والطرق داخل السور.
- إنشاء مواقف للحافلات وتشجير الجبال.
- وبناء المدارس والمكتبات.

## الإبعاد إلى الأردن
بعد الاحتلال الصهيوني لبقية الأرض الفلسطينية في عام 1967 قام الاحتلال بحل مجلس بلدية القدس وأنهت خدمات رئيسه الأستاذ روحي الخطيب بتاريخ 29/6/1967، وفي 7/3/1968 اعتقلت سلطات الاحتلال الصهيونية الخطيب، وأبعدته عن مدينته إلى الأردن، وفي عام 1968 قام الخطيب بزيارة البابا بولس السادس في الفاتيكان وشرح له الخطر الصهيوني على المقدسات المسيحية والإسلامية كما زار نيويورك وباريس وشرح القضية الفلسطينية للرأي العام الدولي.

## تأسيس وتعريب شركة كهرباء محافظة القدس
في السادس من شهر شباط عام 1956 قامت كل من بلديات القدس، رام الله، بيت لحم، وبيت ساحور، بتسجيل الشركة كشركة مساهمة محدودة تحمل اسم (شركة كهرباء محافظة القدس الأردنية المساهمة المحدودة) بعد أن كانت اسمها قبل ذلك شركة كهرباء لواء القدس الأردنية المساهمة المحدودة.
وجاء في حيثيات التسجيل والنظام الداخلي للشركة ما نصّه "تأسست هذه الشركة في اليوم السادس من شهر شباط سنة 1956 بموجب الإعلان المنشور في الملحق رقم 1 العدد 2621 من الجريدة الرسمية الصادرة بتاريخ 4 رجب سنة 1375 الموافق 16 شباط 1956 من قبل المؤسسين التالية أسماؤهم:
- المجلس البلدي في القدس.
- المجلس البلدي في رام الله.
- المجلس البلدي في البيرة.
- المجلس البلدي في بيت لحم.
- المجلس البلدي في بيت جالا.
- المجلس البلدي في بيت ساحور.

أقرت الجمعية العمومية لمساهمي في اجتماعها الأول الذي عقدته في قاعة المتحف الفلسطيني بالقدس الخطوات التي اتخذت لتعريب الشركة وباركتها.
وكان من بين الشخصيات التي ساهمت بدور فعال بتعريب الشركة رئيس مجلس إدارة الشركة روحي الخطيب وسكرتير المجلس أحمد زهير العفيفي الكناني. المحامي إبراهيم بكر النشاشيبي والمهندس إلياس دحبور، وغالب النشاشيبي وقد شكلت لجنة مؤلفة من السادة فضل جورج انتيبا ونهاد أبو غربية، قامت هذه اللجنة بدراسة وافية عن ممتلكات الشركة وتقدير تكاليفها المادية. وتم الاتفاق بين اللجنة المنتدبة من الحكومة الأردنية ومن الشركة البريطانية شراء هذه الشركة بمبلغ 250 ألف جنيه إسترليني. وفي اجتماع الجمعية العمومية المذكور أعلاه، شكر روحي الخطيب حمد الفرحان وسعد التل من الأردن للمساهمة في تعريب الشركة، وقد شكّل أول مجلس إدارة للشركة بعد التعريب في جلسة 20/7/1957 وضم:
- بلدية القدس يمثلها السيدان روحي الخطيب ونهاد أبو غربية.
- بلدية رام الله يمثلها السيد أمين حداد.
- بلدية البيرة يمثلها السيد عبد الله الجودة.
- بلدية بيت لحم يمثلها السيد الياس البندك.
- بلدية بيت جالا يمثلها السيد وديع دعمس.
- بلدية بيت ساحور يمثلها السيد نقولا أبو عيطة.

إضافة لعضوية كل من السادة غالب عبد الرزاق، جليل حرب، كامل بركات، مصطفى العلمي، غالب النشاشيبي، انطون بنايوت، عقل محمود، الدكتور جورج فرح، بشارة قنواتي، أحمد زهير العفيفي الكناني، وعبد المحسن أبو ميزر.
وفي 12/12/1962 عقد في ديوان قائم مقام أريحا اجتماعاً ضم المهندس علي النسور عن وزارة الاقتصاد الأردني ومدير عام شركة كهرباء القدس غالب النشاشيبي وصالح عبده ورفيق النابلسي صاحبا مشروع كهرباء أريحا.
وفي 25/4/1963 تم إعلام وزير الاقتصاد الأردني بتصفية مشروع كهرباء مخيم عقبة جبر الخاص لصالح شركة كهرباء محافظة القدس بموجب المادة 49 من القانون المؤقت رقم 28 لسنة 1962.
في 4/5/1964 في يوم الاثنين الرابع من شهر أيار (مايو) 1964 تم تسليم مشروع كهرباء أريحا والمصالح العامة إلى شركة كهرباء محافظة القدس.

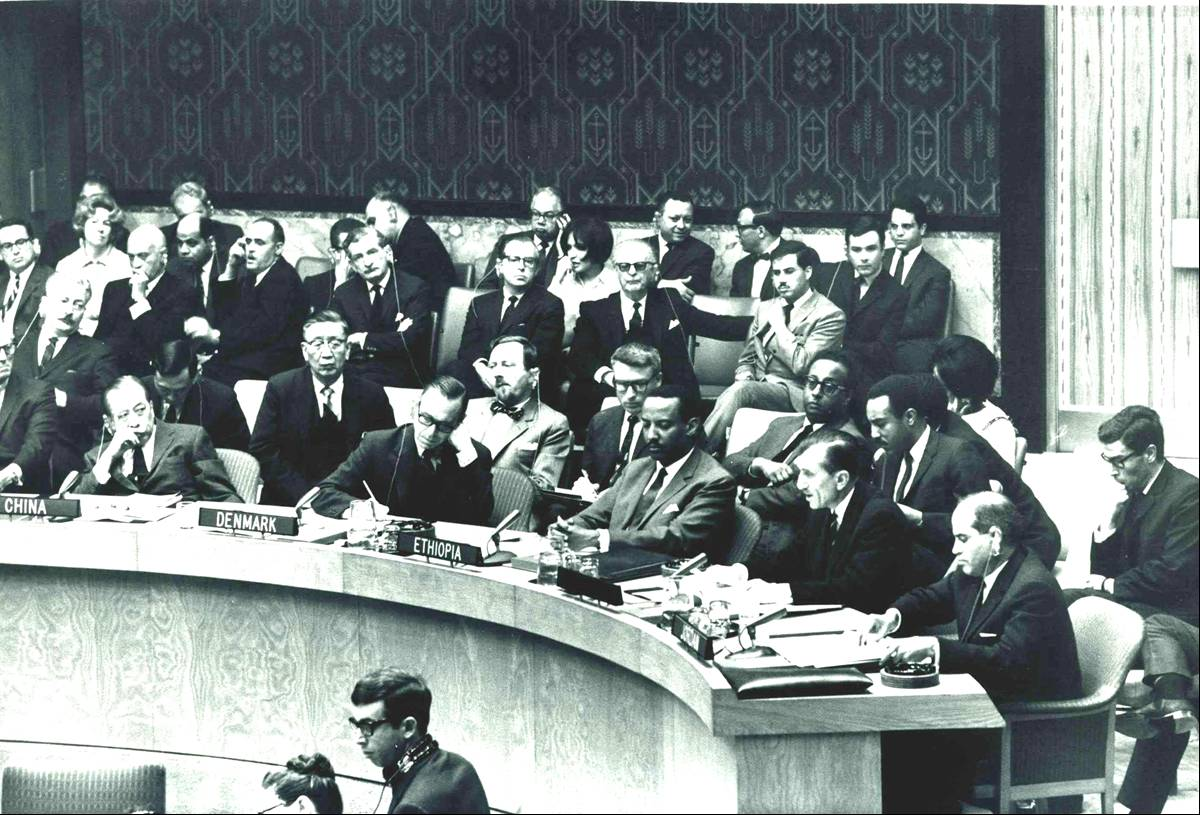
أمين القدس يلقي كلمة في مجلس الأمن في نيويورك عام 1968

وفي عام 1970 تم انتخابه عضواً رئيساً لمجلس إدارة بنك الإنماء الصناعي في عمان، وقام في العام نفسه بطلب من جامعة الدول العربية بزيارة إسبانيا والبرازيل وأروغواي والأرجنتين وتشيلي والبيرو وكولومبيا وفنزويلا وغيانا حيث شرح تاريخ القضية الفلسطينية والاضطهاد الذي يلحقه الصهاينة بالفلسطينيين.

## المقالات عن القضية الفلسطينية
أرسل العديد من البرقيات وكتب الكثير من المقالات التي تشرح للعالم القضية الفلسطينية ومنها:
- برقية السيد روحي الخطيب، أمين القدس[1]، إلى الملك حسين، حول ضرورة السعي لوقف مصادرة الأملاك والأوقاف الملاصقة للحرم الشريف في القدس عمان:

القدس تستصرخكم واإسلاماه، وترجوكم الإيعاز بتقديم شكوى فورية لمجلس الأمن الدولي لإيقاف أعمال مصادرة الأملاك والأوقاف الملاصقة للحرم الشريف وداخل سور المدينة وهدمها، ولإيقاف عمليات البناء على الأراضي العربية المغتصبة خارج أسوار المدينة المقدسة، ولإيقاف تطبيق قانون التنظيمات القانونية والإدارية على عرب القدس.
الأقصى، والصخرة المشرفة، ومسرى الرسول يلحون في المطالبة بتوجيه دعوة مستعجلة جدا لعقد مؤتمر قمة عربي - إسلامي لمجابهة الخطر السريع الذي يستهدف تصفية عرب القدس والإسلام في المدينة المقدسة والتاريخ سيسجل لكم المبادرة والسعي النبيل
- برقية الملك حسين إلى السيد روحي الخطيب[2]، ردا على برقيته بخصوص مصادرة الأملاك العربية في مدينة القدس

عمان:
لقد تلقيت برقيتكم الموقرة التي تعبر عن مشاعر كافة إخواننا في الأرض المقدسة الذين يتعرضون لمختلف أنواع العنف والاضطهاد، حيث تهدم منازلهم، وتصادر أراضيهم تنفيذا للمخطط الصهيوني بتهويد القدس، الأمر الذي يخالف أبسط حقوقنا التاريخية في المدينة المقدسة، ويتعارض مع مبادئ العدل وشرعة حقوق الإنسان. لقد طلبت حكومتنا من مندوبنا الدائم في الأمم المتحدة تقديم شكوى عاجلة إلى مجلس الأمن الدولي لوضع حد لتلك الأعمال الإرهابية واتخاذ الإجراءات السريعة التي تكفل الحفاظ على أرواح وممتلكات أهلنا الآمنين واحترام أماكن العبادة وحرية أداء الشعائر الدينية. أما دعوتنا لمؤتمر قمة فما زالت، كما تعلمون، قائمة آملين أن تلقى التجاوب السريع من إخواننا الملوك والرؤساء. وفقنا الله جميعا لما فيه السداد والخير، مع تمنياتنا لكم وتقديرنا واعتزازنا لإخواننا الصامدين في الأرض المقدسة.
- برقية السيد روحي الخطيب إلى الملوك والرؤساء والأمراء، العرب والمسلمين[3] حول ضرورة السعي لوقف مصادرة الأملاك والأوقاف الملاصقة للحرم الشريف في القدس عمان:

القدس تستصرخكم واإسلاماه، وترجوكم الاشتراك مع الأردن في تقديم شكوى فورية لمجلس الأمن الدولي لإيقاف أعمال مصادرة الأملاك والأوقاف الملاصقة للحرم الشريف وداخل سور المدينة المقدسة وهدمها، ولإيقاف عمليات البناء على الأراضي العربية المغتصبة خارج أسوار المدينة من قبل السلطات الإسرائيلية المحتلة، ولإيقاف تطبيق قانون التنظيمات القانونية والإدارية على عرب القدس خلافا لقرار مجلس الأمن الصادر في 21/ 5/ 1968.
الأقصى والصخرة المشرفة، ومسرى الرسول يلحون في المطالبة، بالتشاور مع الأردن، في توجيه دعوة مستعجلة جدا لعقد مؤتمر قمة عربي إسلامي لمجابهة الخطر السريع الذي يستهدف تصفية عرب القدس والإسلام في المدينة المقدسة، والتاريخ سيسجل لكم المبادرة والمسعى النبيل.
- برقية الملك فيصل إلى السيد روحي الخطيب، أمين القدس[4]، ردا على برقيته بخصوص مصادرة الأملاك العربية في مدينة القدس الرياض:

إننا على استعداد لبذل كل ما بوسعنا لإنقاذ القدس، ولن نتأخر عن بذل ما بإمكاننا للذود عنها وتحريرها ولقد كنا ولا نزال على استعداد لحضور مؤتمر قمة إسلامي لتخليص القدس من براثن الصهيونية. سائلا المولى، العلي القدير، أن يجمع كلمة المسلمين، وأن يوفقنا جميعا لما يحبه ويرضاه.

## بورتريه.. روحي الخطيب: امين القدس وحارس وجدانها
كتب هشام عودة مقالا عنه فقال:
أكثر من نصف عمره ظل اسمه ملتصقا ببلدية القدس وأمانتها، حتى صار لقب أمين القدس رديفا لاسم روحي الخطيب طوال أكثر من خمسة وثلاثين عاما، أي منذ اعتمدت الحكومة الأردنية بلدية القدس أمانة عام 1959 إلى أن رحل في عمان عام 1994.
ابن مدينة القدس، وابن واحدة من عائلاتها العريقة، ولد في العام 1914، العام الذي شهد اندلاع شرارة الحرب العالمية الأولى التي أدت إلى إنهاء حكم العثمانيين للبلاد العربية التي وقعت تحت الانتداب، ليتفتح وعي الشاب المقدسي على بدايات الانتداب البريطاني لفلسطين، ويحصل في العام 1929 على شهادة أكسفورد وكامبردج التي أهلته للعمل معلما في دار الأيتام، ليلتحق بعد عام من وظيفته 1931 بالكلية الإنجليزية، ويعمل بعدها لمدة خمس عشرة سنة في حكومة الانتداب بوظائف شتى في عدد من المدن الفلسطينية.
ابن القدس الذي اكتشف حجم المؤامرة الصهيونية البريطانية على فلسطين استقال من وظيفته الحكومية عام 1946 ليعمل رئيسا لديوان المكتب العربي في القدس ومن ثم في اللجنة القومية، وكان شاهدا على النكبة التي ادت إلى احتلال القسم الغربي من المدينة.
بعد نكبة فلسطين اتجه روحي الخطيب للعمل في الميدان الاقتصادي فقام بإنشاء فندق الزهراء، وهو أول فندق يتم إنشاؤه في القسم الشرقي من المدينة لاستقطاب السياح العرب والأجانب، ليتم انتخابه رئيسا لمجلس إدارة شركة الفنادق العربية، فيما شغل كذلك منصب رئيس مجلس إدارة شركة كهرباء محافظة القدس وغيرها من المواقع ذات العناوين الاقتصادية.
بعد وحدة الضفتين شهدت مدينة القدس إجراء الانتخابات لبلديتها أربع مرات في الأعوام 1951، 1955، 1959، 1963، وفي المرات الثلاث الأولى يتم انتخابه عضوا في المجلس البلدي، لتختاره الحكومة الأردنية عام 1957 رئيسا لبلدية القدس، وعند قرارها بتغيير مسمى البلدية إلى الأمانة، كان روحي الخطيب أول أمين للقدس في أيلول،1959
لم يكن حزبيا، إلا ان حضوره السياسي دفع العديد من القوى والتيارات السياسية للتعامل معه، لذلك كان طبيعيا أن يكون له دور بارز في ولادة منظمة التحرير الفلسطينية عام 1964، فقد اختاره الراحل أحمد الشقيري ليكون عضوا في اللجنة التحضيرية لاختيار أعضاء المجلس الوطني الفلسطيني، وبحكم منصبه كأمين للقدس كان شاهدا ومشاركا في ولادة المنظمة التي اختارت عقد مؤتمرها الأول في المدينة المقدسة.
وبعد الاحتلال الصهيوني للقدس والضفة الغربية في حزيران 1967 نشط أمين القدس مع باقي الشخصيات الوطنية في التصدي لسياسة الاحتلال، ولم يهدأ روحي الخطيب الذي تم اعتقاله لاحقا وإبعاده في السابع من آذار 1968 إلى الأردن.
وصفه مقربون منه بانه «أخصائي في مدينة القدس» لذلك فإن أبا هاني نذر حياته للدفاع عن عروبة القدس وفضح ممارسات الاحتلال الرامية لتهويدها، وظل إلى يومه الأخير يمارس من عمان وظيفته أمينا للقدس، حيث شارك في عدد كبير من اجتماعات المدن والعواصم العربية والإسلامية، وتم انتخابه في مواقع قيادية لهذه المؤتمرات، في وقت أشرف فيه على تآخي القدس مع عدد من المدن والعواصم العربية وفي مقدمتها بغداد.
شارك ضمن الوفود الرسمية الأردنية في اجتماعات عديدة في مختلف المحافل الدولية لتوضيح الأخطار التي تتعرض لها القدس، كما أوفدته جامعة الدول العربية إلى عدد كبير من دول العالم لشرح قضية المدينة المقدسة، وفي عمان أصدر مجلة القدس الشريف" التي اهتمت بالدفاع عن القدس والتصدي لاجراءات تهويدها، كما أصدر عددا من الكتب التي تحدثت عن المخاطر الصهيونية التي تتهدد القدس.
في نهاية نيسان 1993، وقبل عام على رحيله، عاد روحي الخطيب إلى مدينته، ضمن عدد من المبعدين الذين وافقت إسرائيل على إعادتهم لمدنهم، وقبل أن يعود ألقى في حضرة الملك الحسين كلمة باسم زملائه العائدين، ليرى القدس التي غادرها عنوة مطلع عام 1968 هي غير القدس التي عاد اليها عام 1993 بسبب سياسة الاحتلال. إلى جانب مهماته العديدة فقد انتخب ابوهاني عضوا في مجلس إدارة بنك الإنماء الصناعي في عمان ثم رئيسا للمجلس وظل يشغل هذه الوظيفة حتى وفاته عام 1994. ربما لم يرتبط اسم رجل باسم مدينته، كما ارتبط اسم روحي الخطيب بمدينة القدس التي ظلت حاضرة في كل يوميات حياته الممتدة على مساحة ثمانين عاما.

## معرض صور

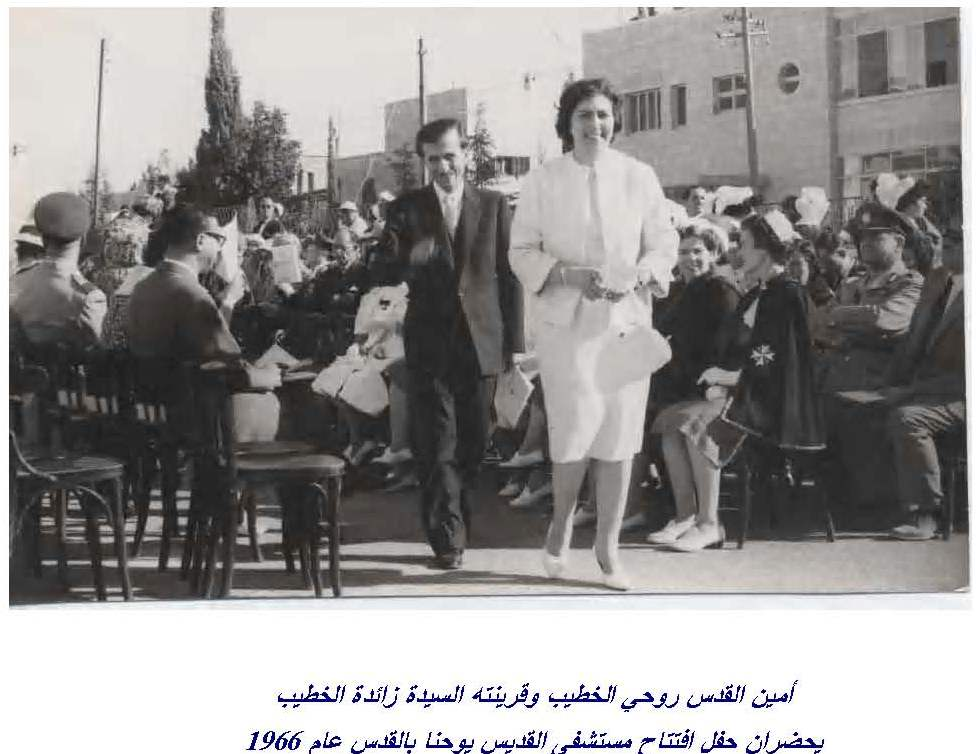
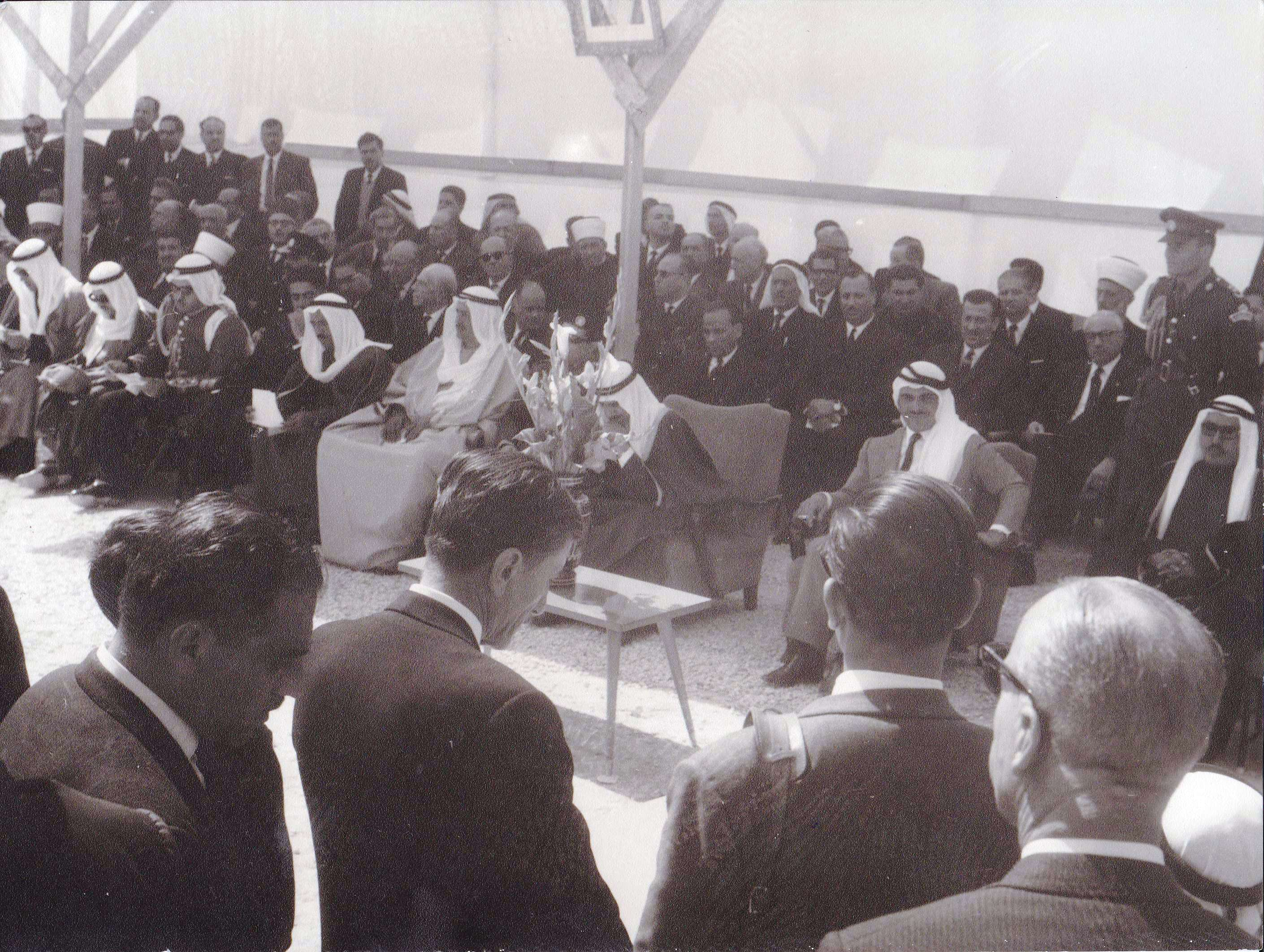
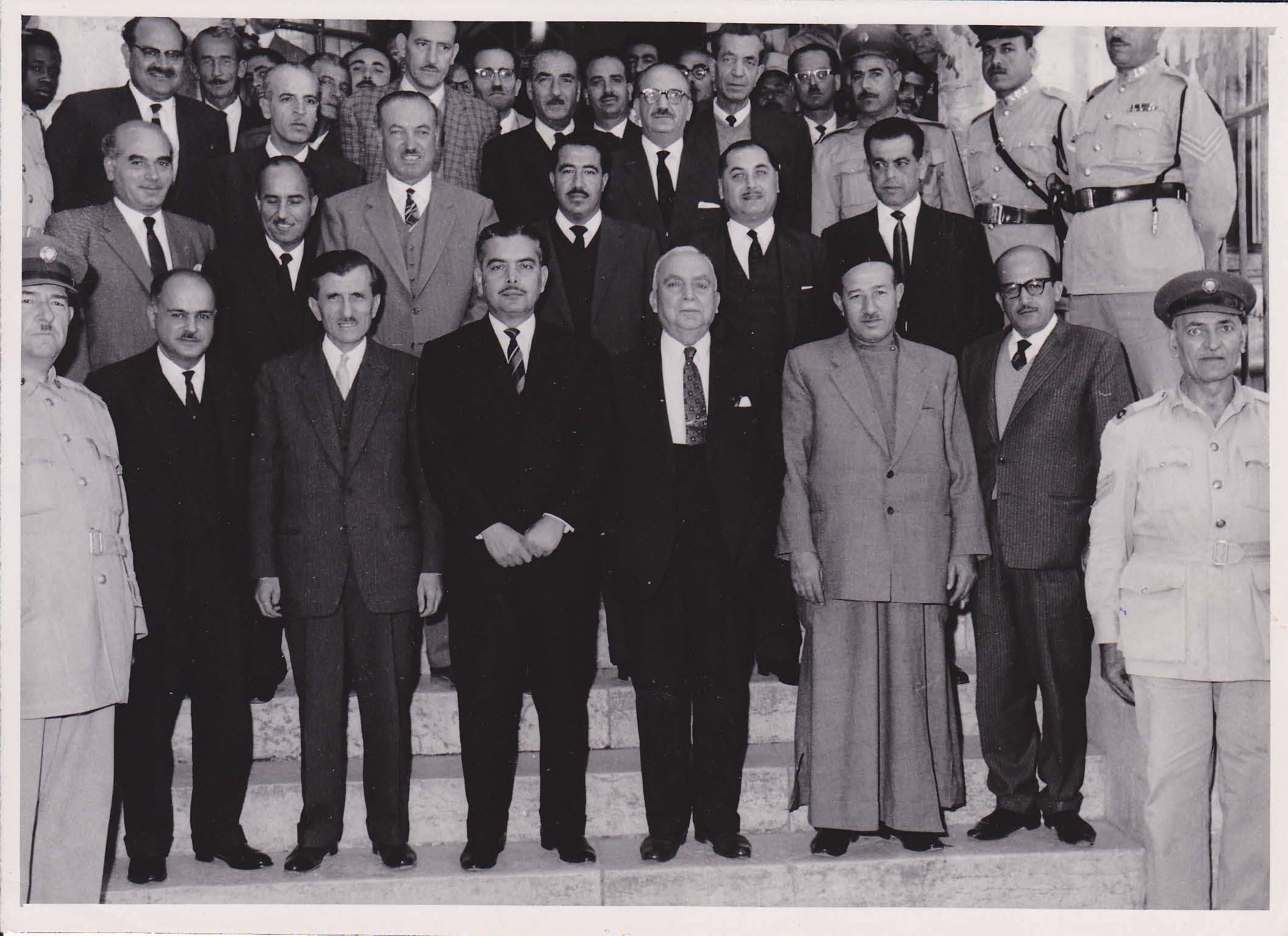